# Ларро
Ларро́ (фр. Larrau) — коммуна во Франции, находится в регионе Аквитания. Департамент — Атлантические Пиренеи. Входит в состав кантона Монтань-Баск. Округ коммуны — Олорон-Сент-Мари.
Код INSEE коммуны — 64316.

## География

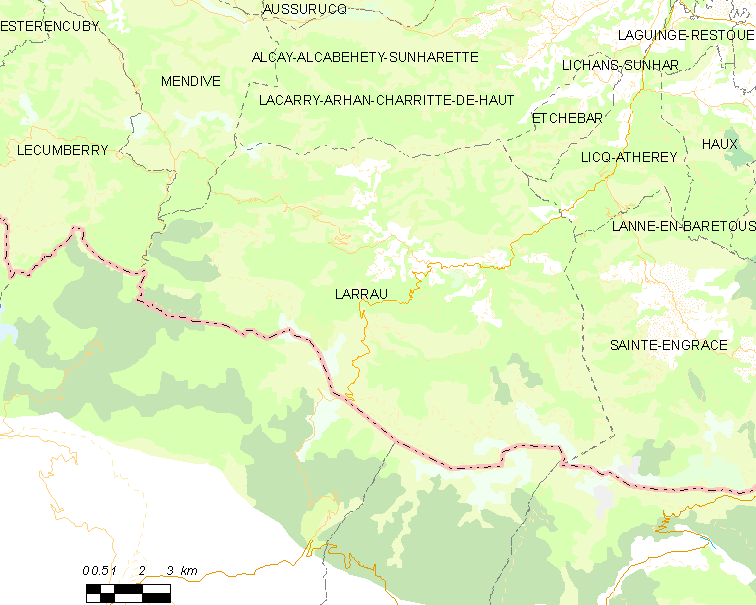
Карта коммуны

Коммуна расположена приблизительно в 700 км к югу от Парижа, в 210 км южнее Бордо, в 60 км к юго-западу от По.

### Климат
Климат тёплый океанический. Зима мягкая, средняя температура января — от +5°С до +13°С, температуры ниже −10 °C бывают редко. Снег выпадает около 15 дней в году с ноября по апрель. Максимальная температура летом порядка 20-30 °C, выше 35 °C бывает очень редко. Количество осадков высокое, порядка 1100 мм в год. Характерна безветренная погода, сильные ветры очень редки.

## Население
Население коммуны на 2022 год составляло 185 человек.
| 1962 | 1968 | 1975 | 1982 | 1990 | 1999 | 2010 |
| ---- | ---- | ---- | ---- | ---- | ---- | ---- |
| 450  | 405  | 345  | 298  | 241  | 214  | 199  |

## Администрация
| Период | Период | Фамилия             | Партия | Примечания |
| ------ | ------ | ------------------- | ------ | ---------- |
| 1983   | 2008   | Марсель Аккосеберри |        | фермер     |
| 2008   | 2014   | Себастьен Ютюррьяг  |        | фермер     |
| 2014   | 2020   | Жан-Марк Бангошеа   |        |            |

## Экономика
В 2010 году среди 122 человек трудоспособного возраста (15-64 лет) 87 были экономически активными, 35 — неактивными (показатель активности — 71,3 %, в 1999 году было 66,9 %). Из 87 активных жителей работали 83 человека (48 мужчин и 35 женщин), безработных было 4 (4 мужчины и 0 женщин). Среди 35 неактивных 7 человек были учениками или студентами, 21 — пенсионерами, 7 были неактивными по другим причинам.

## Достопримечательности
- Церковь Св. Иоанна Крестителя (XII век). Исторический памятник с 2003 года[4]

## Фотогалерея

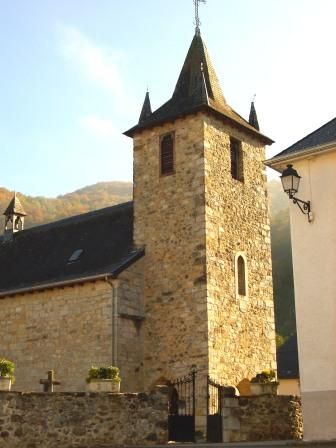
Церковь Св. Иоанна Крестителя
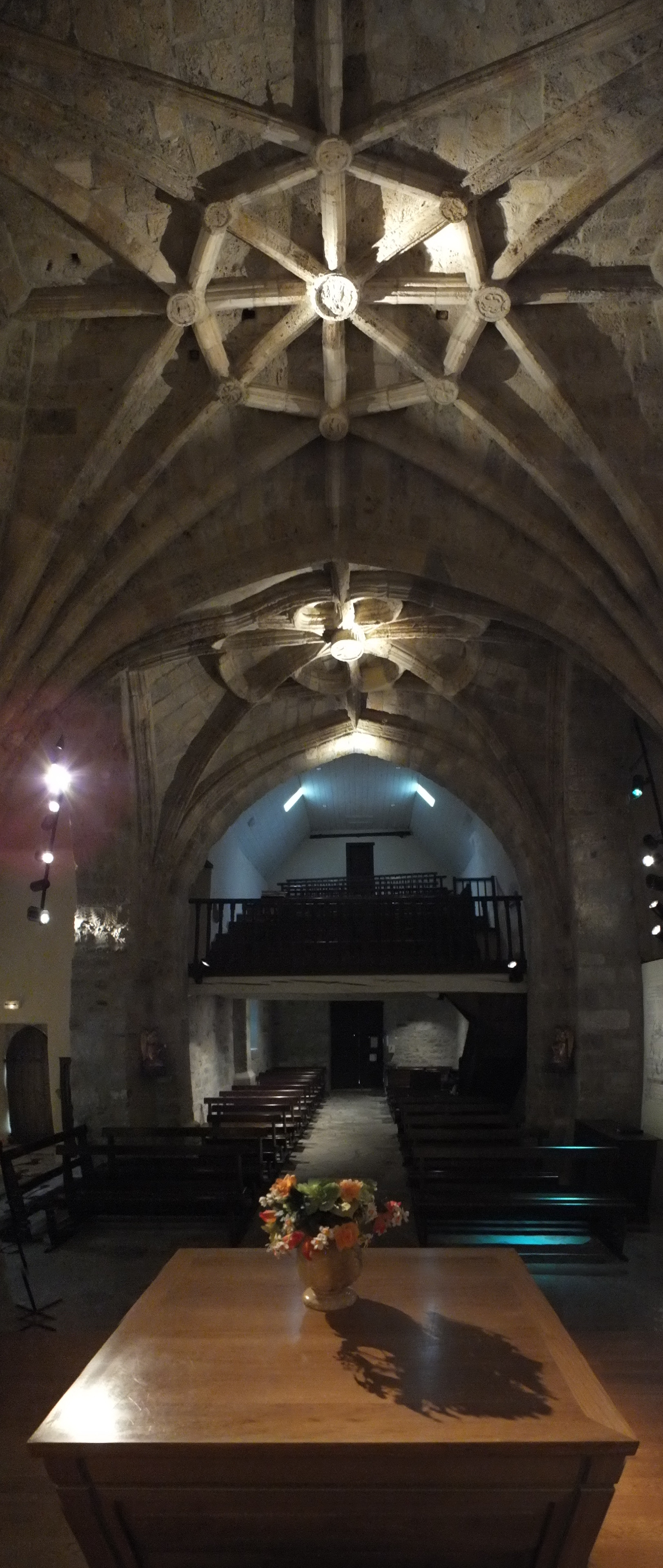
Интерьер церкви Св. Иоанна Крестителя
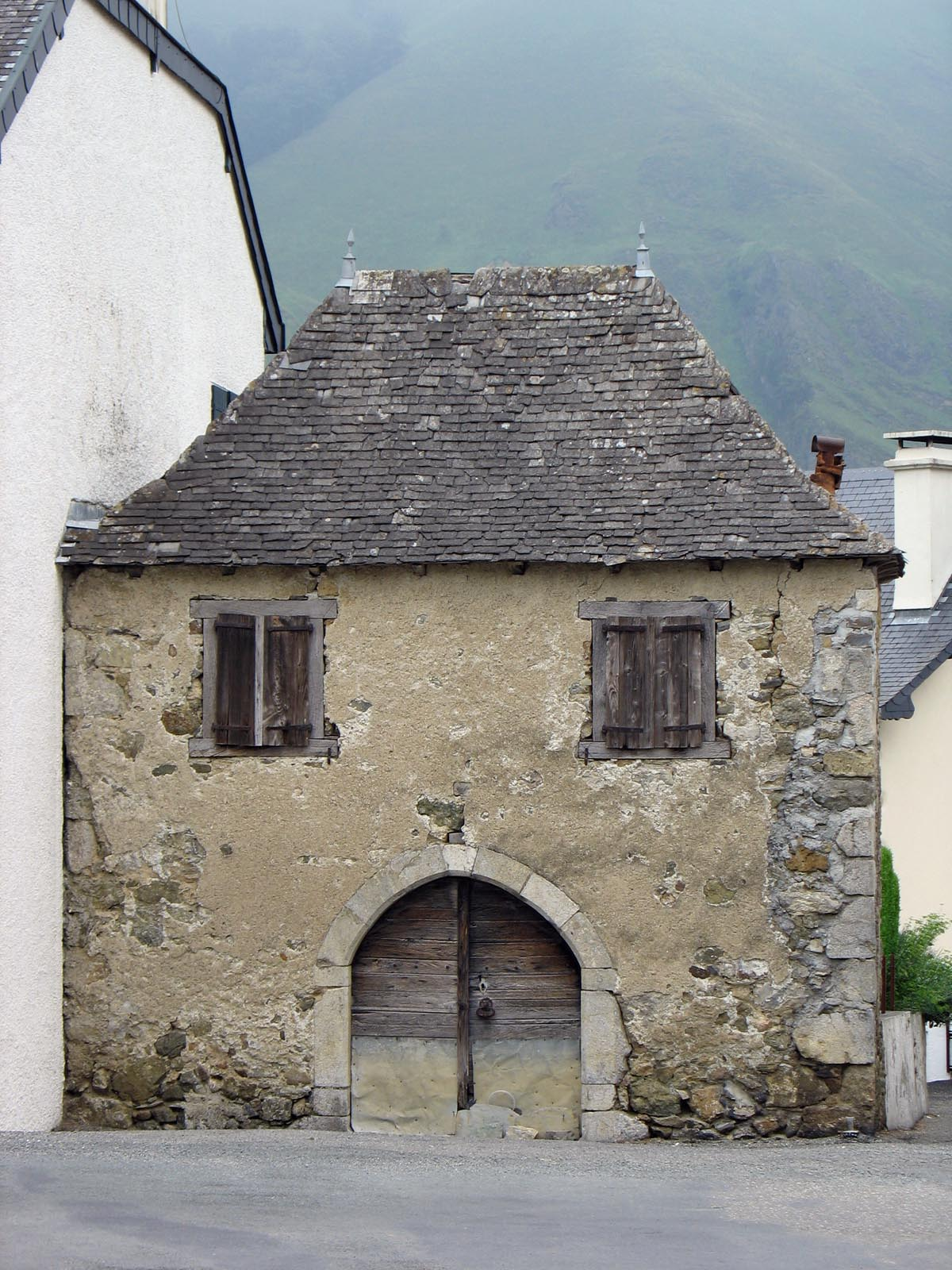
Дом
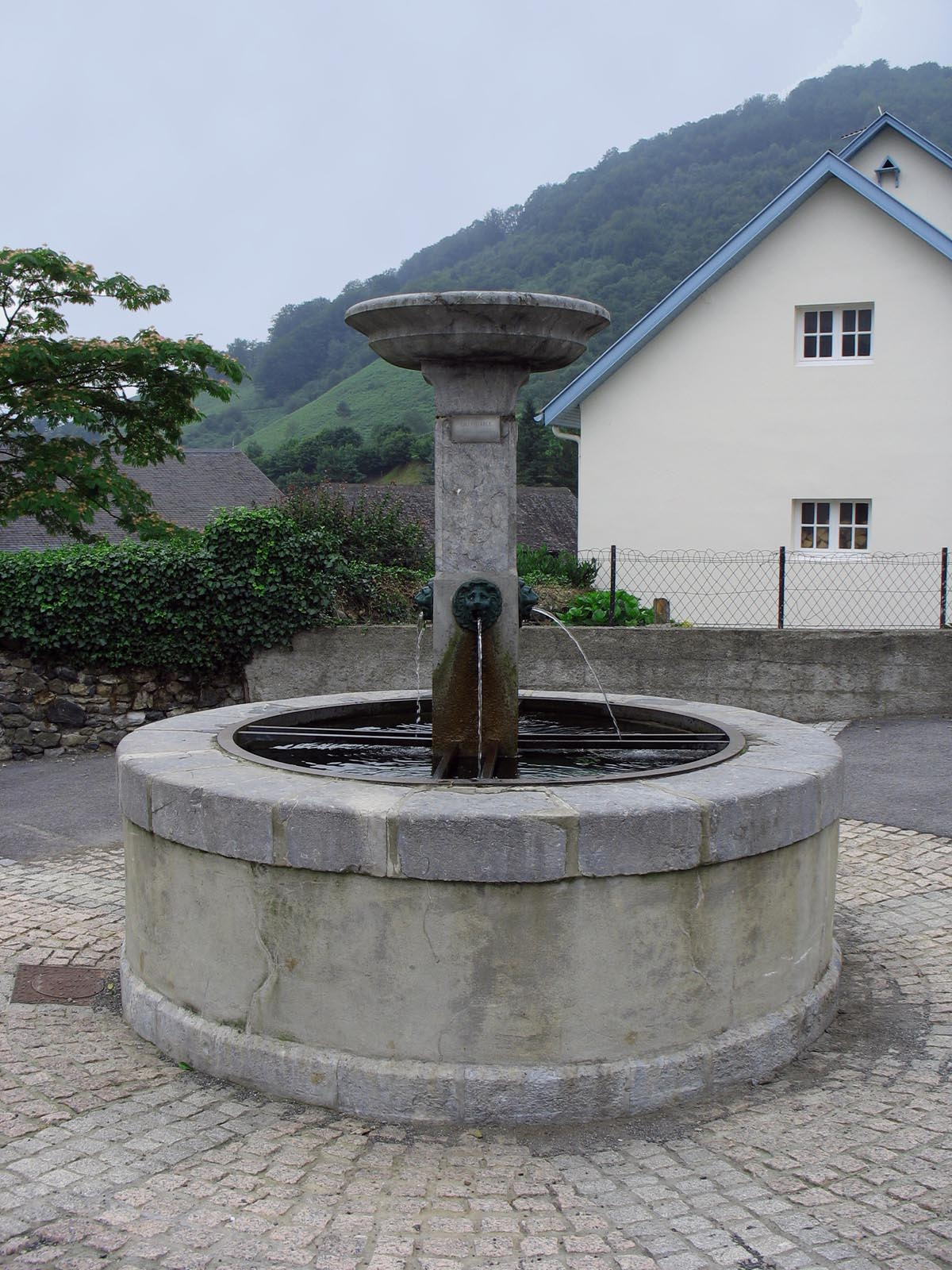
Фонтан